# Pimen (metropolita kijowski)
Pimen (ur. 1304, zm. 1389) – metropolita kijowski w latach 1378–1384.

## Życiorys
Przed 1378 uzyskał godność archimandryty i był przełożonym Monasteru Gorickiego w Perejasławiu Zaleskim. W wymienionym roku towarzyszył Michałowi, wskazanemu przez metropolitę Aleksego jako kandydat na jego następcę, w podróży do Konstantynopola na spotkanie z patriarchą i chirotonię biskupią. Michał zmarł jednak tuż przed dotarciem do celu podróży. Patriarcha Nil wyświęcił na metropolitę kijowskiego archimandrytę Pimena. Istnieje wersja, jakoby duchowni towarzyszący Michałowi w podróży wybrali po jego śmierci Pimena jako nowego kandydata do chirotonii biskupiej, zaś patriarsze przedstawili uzupełnione przez siebie jego imieniem książęce gramoty. Patriarcha Nil nadał Pimenowi tytuł metropolity mimo faktu, że jego poprzednik już w 1375 wyświęcił bułgarskiego mnicha Cypriana na „metropolitę kijowskiego, ruskiego i litewskiego”, pragnąc, by po śmierci rezydującego w Moskwie metropolity Aleksego objął zarząd całej metropolii kijowskiej – zarówno jej ziem położonych w księstwach ruskich, jak i w Wielkim Księstwie Litewskim. Po przybyciu do Moskwy Cyprian został z niej wygnany; w 1380 patriarcha Konstantynopola, zachowując jego godność metropolity, ograniczył jego jurysdykcję do ziem litewskich. Prawo do posługiwania się tytułem metropolity kijowskiego pozostawił przy Pimenie, zapowiadając również ponowne zjednoczenie metropolii po śmierci Cypriana.
Do czasu powrotu metropolity Pimena z Konstantynopola wielki książę moskiewski Dymitr zmienił swój stosunek do metropolity Cypriana i przyjął go w Moskwie. Przybyłego tam w 1381 Pimena uwięził. Zmienił jednak decyzję, gdy rok później Moskwie ponownie zagroziły najazdy tatarskie, zaś metropolita Cyprian sprzeciwił się ugodowemu stanowisku Dymitra wobec nich; Pimen opuścił więzienie i objął obowiązki metropolity. W nadal niestabilnej sytuacji politycznej został jednak szybko ponownie od nich odsunięty i zastąpiony przez wyznaczonego przez Dymitra Dionizego. W 1384 formalnie pozbawiony godności metropolity. Faktycznie Pimen jeszcze przez cztery lata pozostawał na Rusi, samozwańczo posługując się dotychczasowym tytułem i wyświęcając nowych biskupów. Skonfliktowany z wielkim księciem moskiewskim, wyjechał w 1389 r. do Konstantynopola. Zmarł w tym samym roku.